# Oswald Leune
Oswald Leune (* 28. November 1887 in Mörtitz bei Eilenburg; † in der zweiten Hälfte des 20. Jahrhunderts) war ein deutscher kommunistischer Parteifunktionär. Er war Betriebsratsvorsitzender der Deutschen Celluloid-Fabrik und von 1946 bis 1950 Bürgermeister von Eilenburg.

## Leben

### Frühe Jahre und Zeit des Nationalsozialismus
Oswald Leune wurde 1887 im Dorf Mörtitz nördlich von Eilenburg geboren. Sein Vater war selbstständiger Schuhmachermeister. Nach der achtjährigen Volksschule begann er 1902 eine Schuhmacherlehre. Nach sechs Jahren Arbeit in diesem Beruf wurde Leune 1908 für zwei Jahre zum Militärdienst eingezogen. 1911 nahm er eine Tätigkeit als Industriearbeiter in der Deutschen Celluloid-Fabrik (DCF) in Eilenburg auf. In diesem Jahr wurde er Mitglied der SPD. Bis zu seiner Einberufung zum Militär 1914 war er mehrmals arbeitslos und führte verschiedene Gelegenheitstätigkeiten als Bau- und Zementarbeiter aus. Nachdem er 1917 als „untauglich“ aus der Armee entlassen worden war, erhielt er wieder eine Anstellung in der DCF. Leune wurde als Vertreter der freien Gewerkschaften Mitglied des Betriebsrats und war im April 1919 Mitbegründer der Ortsgruppe Eilenburg der KPD. Von 1920 bis 1929 war er Zahlstellenleiter des Fabrikarbeiterverbandes und seit 1927 Vorsitzender des Betriebsrats. Die Gewerkschaft der DCF war unter Leune von der RGO beherrscht.
Daneben war Leune als Mandatsträger der KPD Mitglied der Eilenburger Stadtverordnetenversammlung und des Delitzscher Kreistages. Bei der Reichstagswahl März 1933 wurde er zudem als Kandidat der KPD im Wahlbezirk Halle-Merseburg aufgestellt. Als solcher wurde Leune auf Grundlage der Reichstagsbrandverordnung verhaftet und war in den folgenden Monaten im KZ Sonnenburg inhaftiert. Mithäftlinge waren dort unter anderem Carl von Ossietzky und Erich Mühsam. Nach seiner Entlassung im Dezember 1933 war Leune zunächst arbeitslos und ging Gelegenheitsarbeiten nach. Später machte er sich mit einer Schuhmacherwerkstatt selbstständig.

### Bürgermeister von Eilenburg und späte Jahre
Am 25. April 1945 kapitulierte die Kampfgruppe Eilenburg nach tagelangen Kämpfen. Die US-Armee besetzte zunächst das gesamte Stadtgebiet, zog sich allerdings am 5. Mai bis zur Muldelinie zurück. Die Stadt war damit für kurze Zeit durch die Demarkationslinie geteilt. Die amerikanische Militäradministration setzte im Westteil der Stadt (Altstadt und Berg) zunächst Friedrich Tschanter, dann den liberalen Rechtsanwalt Max Müller als Bürgermeister ein. In Eilenburg-Ost ernannte der sowjetische Stadtkommandant, Generalmajor Moch, Oswald Leune zum Bürgermeister und beauftragte ihn mit dem Aufbau einer Kommunalverwaltung. Am 30. Juni zogen sich die Amerikaner endgültig zurück. Max Müller blieb noch knapp ein Jahr Bürgermeister, bis am 1. Mai 1946 Leune vom Bezirkspräsidenten als solcher eingesetzt wurde. Bei einer Wahl am 8. September desselben Jahres wurde er im Amt bestätigt.
Insbesondere die Altstadt Eilenburgs war durch die Kampfhandlungen schwer getroffen und so waren die drängendsten Aufgaben seiner Amtszeit die Beseitigung der Obdachlosigkeit und der beginnende Wiederaufbau. Als eines der ersten Gebäude wurde das Eilenburger Rathaus bis 1949 wieder aufgebaut. Hatte Eilenburg Anfang 1945 noch rund 30.000 Einwohner, darunter Flüchtlinge aus den deutschen Ostgebieten und dem Rheinland, verließen innerhalb eines Jahres über 10.000 Menschen die zerstörte Stadt. 1950 schied Leune aus dem Bürgermeisteramt. Sein Nachfolger wurde Hedwig Schlenkrich.
In den 1950er Jahren war Leune Mitbegründer der PGH des Schuhmacherhandwerks und fungierte als deren Vorsitzender. Später war er Stadtbezirksvorsitzender der Gesellschaft für Deutsch-Sowjetische Freundschaft, Mitglied der Kreiskommission und des Bezirksprüfungsausschusses der Verfolgten des Naziregimes sowie Sekretär des Wohnbezirksausschusses der Nationalen Front.